# 天主教彭巴教區
天主教彭巴教區（拉丁語：Dioecesis Pembanus）是莫桑比克一個羅馬天主教教區，屬楠普拉總教區。
教區成立於1957年4月5日（時稱阿梅利亞港教區，1976年9月17日易名至今），位於德爾加杜角省，2004年有教友400,000人（佔轄區總人口29.6%）、十四個堂區、十九名司鐸。
教區主教之位目前處於出缺狀態，由費南多·道明·哥斯達任宗座署理。